# Mariä Geburt (Altenkunstadt)

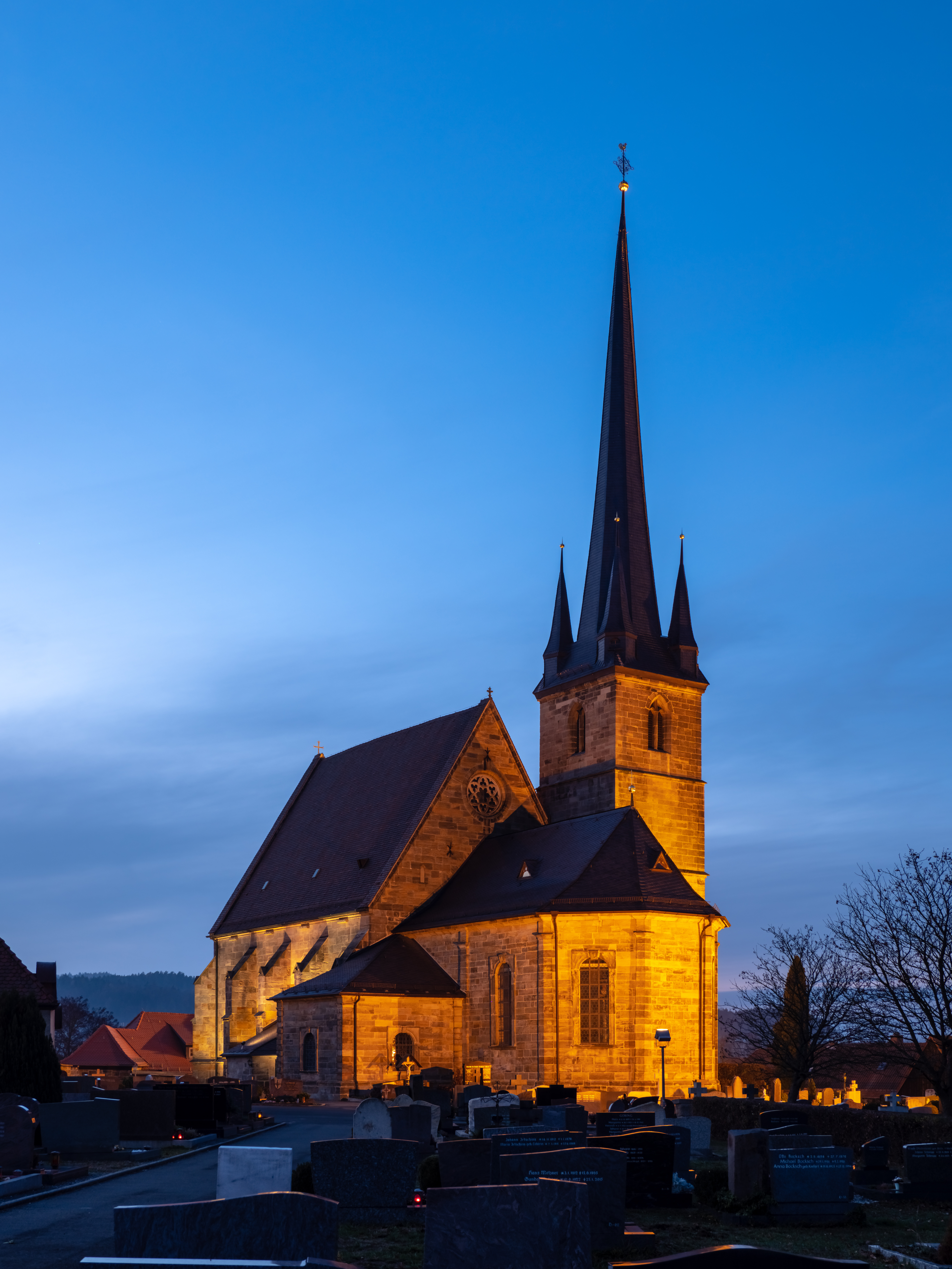
Pfarrkirche Mariä Geburt in Altenkunstadt

Die römisch-katholische, denkmalgeschützte Pfarrkirche Mariä Geburt steht in der Gemeinde Altenkunstadt im Landkreis Lichtenfels (Oberfranken, Bayern). In Altenkunstadt wurde im 8. Jahrhundert eine Urpfarrei gegründet. Ab 1525 erfolgte ein Neubau über einem älteren Kern. Die Pfarrgemeinde gehört zum Seelsorgebereich Obermain-Jura im Dekanat Coburg des Erzbistums Bamberg.

## Geschichte
Die Gründung der Pfarrei Altenkunstadt erfolgte wahrscheinlich um 800 als eine der vierzehn Slawenkirchen Karls des Großen in Oberfranken, die zur Missionierung der Slawen im Osten des Karolingischen Reichs errichtet wurden.
Die sogenannte Urpfarrei besitzt insgesamt drei Patrozinien. Das Marienpatrozinium wird am Fest Mariä Geburt gefeiert und bezieht sich auf die Zugehörigkeit der Pfarrei zum Kloster Langheim, ebenfalls ein Marienpatrozinium. Das zweite Patrozinium – der heilige Kilian – stammt aus der Zeit, als die Pfarrei zum Bistum Würzburg gehörte. Von dem dritten Patrozinium Peter und Paul nimmt die Forschung an, dass es auf Einfluss des Fuldaer Klosters zurückgeht, da die erste urkundliche Erwähnung der Pfarrei im Zusammenhang mit der Schenkung einer gewissen Biltrud an das Kloster Fulda im 9. Jahrhundert belegt ist.
Die Urpfarrei Altenkunstadt war bis in die erste Hälfte des 14. Jahrhunderts eine Würzburger Eigenkirche, die 1333 durch Tausch an das Bistum Bamberg fiel. Im Jahr 1336 wurde Altenkunstadt dem Zisterzienserkloster Langheim zugeschlagen. Zur selben Zeit erfolgte ein Wechsel zum Marienpatrozinium. Nach der Zerstörung der Kirche im Bauernkrieg wurde sie in den Jahren 1525 bis 1537 als Hallenkirche wieder aufgebaut. Sie hatte drei Vorgängerkirchen aus dem frühen 9. Jahrhundert, dem 12./13. und dem 14. Jahrhundert. Im Jahr 1715 wurde die Annakapelle gebaut und 1723 ein neuer Chor und die Sakristei errichtet. Die Barockisierung der Kirche mit Umgestaltung des Langhauses wurde um 1732/33 unter dem Langheimer Abt Gallus Knauer vorgenommen. Das Kloster Langheim stellte bis zur Säkularisation die Pfarrer. Um 1900 erfolgte ein weiterer Umbau. Die Holzdecke des Langhauses wurde durch ein Rabitzgewölbe mit unterlegten Rippen ersetzt. 2006 und 2020 wurde die Kirche innen restauriert und die Altäre und Skulpturen gereinigt.

## Architektur und Ausstattung

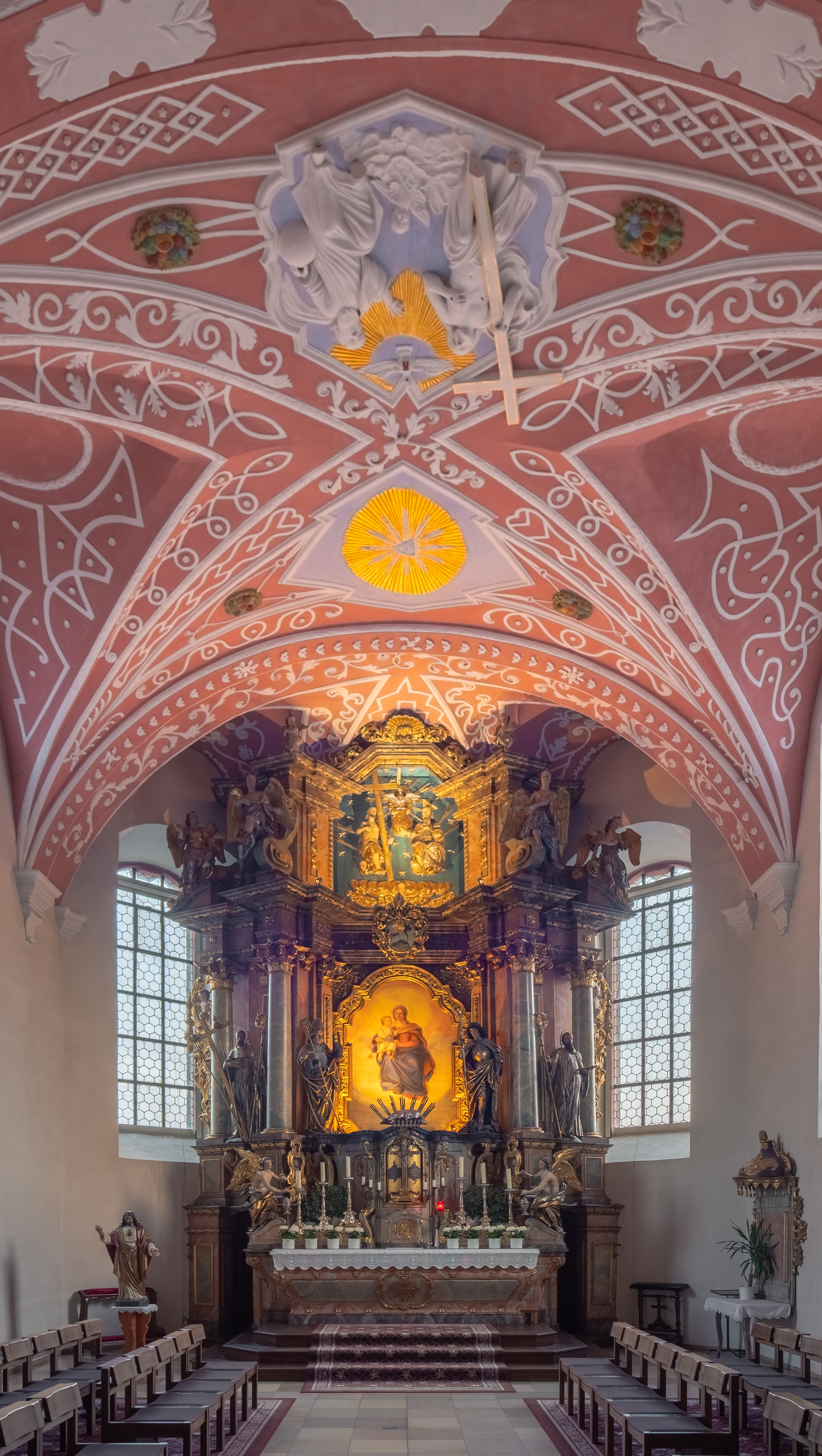
Hochaltar

Das Bauwerk ist eine aus Quadermauerwerk errichtete Saalkirche. Sie hat im Osten des Langhauses einen niedrigen, dreiseitig abgeschlossenen Chor, der mit einem Stichkappengewölbe überspannt ist. Der quadratische Chorflankenturm ist mit einem achtseitigen, spitzen, schiefergedeckten und von Wichhäuschen flankierten Helm bedeckt. Er steht als Julius-Echter-Turm in der Nordostecke von Langhaus und Chor. Das oberste Geschoss des Turms beherbergt die Turmuhr und hinter den Klangarkaden den Glockenstuhl.
Das Portal befindet sich an der Nordseite des Langhauses zwischen zwei Strebepfeilern. Zwischen die beiden Strebepfeiler neben dem Portal ist eine Ölberggruppe aus dem 19. Jahrhundert eingepasst. Die Westfassade wird durch zwei Strebepfeiler gegliedert.
Der Hochaltar wurde um 1730/40 gebaut. Im Altarauszug befindet sich ein vergoldetes Relief der Dreifaltigkeit. Das Altarretabel mit einem Gemälde der Madonna mit Kind stammt aus dem 19. Jahrhundert. Die barocke Kanzel mit den Sitzfiguren der vier Evangelisten und die beiden Seitenaltäre stammen ebenfalls aus der Zeit des Umbaus im 18. Jahrhundert. Die Orgelempore ruht auf drei weitgespannten Spitzbogenarkaden, die mit zwei farbig gefassten Marienskulpturen, beide gekrönte Madonnen mit Kind, dekoriert ist. Die Orgel wurde 1964 eingebaut und 1982/1983 überholt und erweitert. Unter der Empore sind mehrere Epitaphe sowie zwei barocke Beichtstühle installiert.
Teilweise erhalten ist die spätmittelalterliche Mauer aus Sandsteinquadern, bezeichnet „1616“, die Kirche und Kirchhof umgibt.